# Samir ar-Rifaʿi (Politiker, 1901)

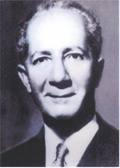
Samir ar-Rifaʿi, 1959

Samir ar-Rifaʿi (arabisch سمير الرفاعي, DMG Samīr ar-Rifāʿī; * 1901 in Safed, Nordpalästina; † 12. Oktober 1965 in Amman) war insgesamt sechs Mal Premierminister von Jordanien.

## Leben
Samir ar-Rifai war der Vater bzw. Großvater der jordanischen Ministerpräsidenten Zaid ar-Rifaʿi und Samir Rifai. Ar-Rifai studierte an der Amerikanischen Universität im Libanon. 1924 leitete er das Büro des Ministerpräsidenten und 1933 wurde er dessen Sekretär. Der Emir Abdallah ibn Husain I. ernannte ihn 1941 zuerst zum Innenminister, dann zum Ministerpräsidenten. Vom 15. Oktober 1944 bis zum 19. Mai 1945 war er Ministerpräsident und Außenminister Transjordaniens. Die gleiche Funktion führte er im Haschimitischen Königreich Jordanien aus, vom 4. Februar 1947 bis 28. Dezember 1947, vom 4. Dezember 1950 bis 25. Juli 1951, vom 8. Januar 1956 bis 22. Mai 1956, vom 18. Mai 1958 bis 6. Mai 1959 und vom 27. März 1963 bis zum 21. April 1963.